# روني إيرانيو الهند
روني إيرانيو الهند (21 أكتوبر 1971 في المملكة المتحدة - ) (بالإنجليزية: Ronnie Irani)‏ هو لاعب كريكت بريطاني. شارك مع منتخب إنجلترا للكريكت. أما مع النوادي، فقد لعب مع نادي مقاطعة لانكشر للكريكت ‏ ونادي مقاطعة ساسكس للكريكت ‏.

## وصلات خارجية
- روني إيرانيو الهند على موقع IMDb (الإنجليزية)

- روني إيرانيو الهند على موقع إي آس بي آن كريك إنفو (الإنجليزية)